# Hydromikrobiologia
Hydromikrobiologia, mikrobiologia wód – nauka zajmująca się badaniem mikroorganizmów występujących w wodach. Obejmuje m.in. wirusologię, bakteriologię i mykologię. Istotną gałęzią mikrobiologii wód jest mikrobiologia sanitarna.
Metody badań stosowane w hydromikrobiologii:
- metody analizy jakościowej – mające na celu analizę składu gatunkowego badanego biotopu; do metod tych zalicza się:
  - metody, które są oparte na bezpośrednim mikroskopowaniu – materiałami pobieranymi do bezpośredniego mikroskopowania są m.in. skupienia glonów, występujących na powierzchni wody, próby planktonu, żywe owady, skorupiaki;
  - metody związane ze stosowaniem przynęt takich jak: pyłek roślinny, łuski cebuli, liście traw, wylinki owadów, nasiona konopi, celofan;
  - metody hodowlane,
- metody analizy ilościowej – liczenie w badanej wodzie zoospor, przetrwalników, konidiów, itp.